# Franck Cammas

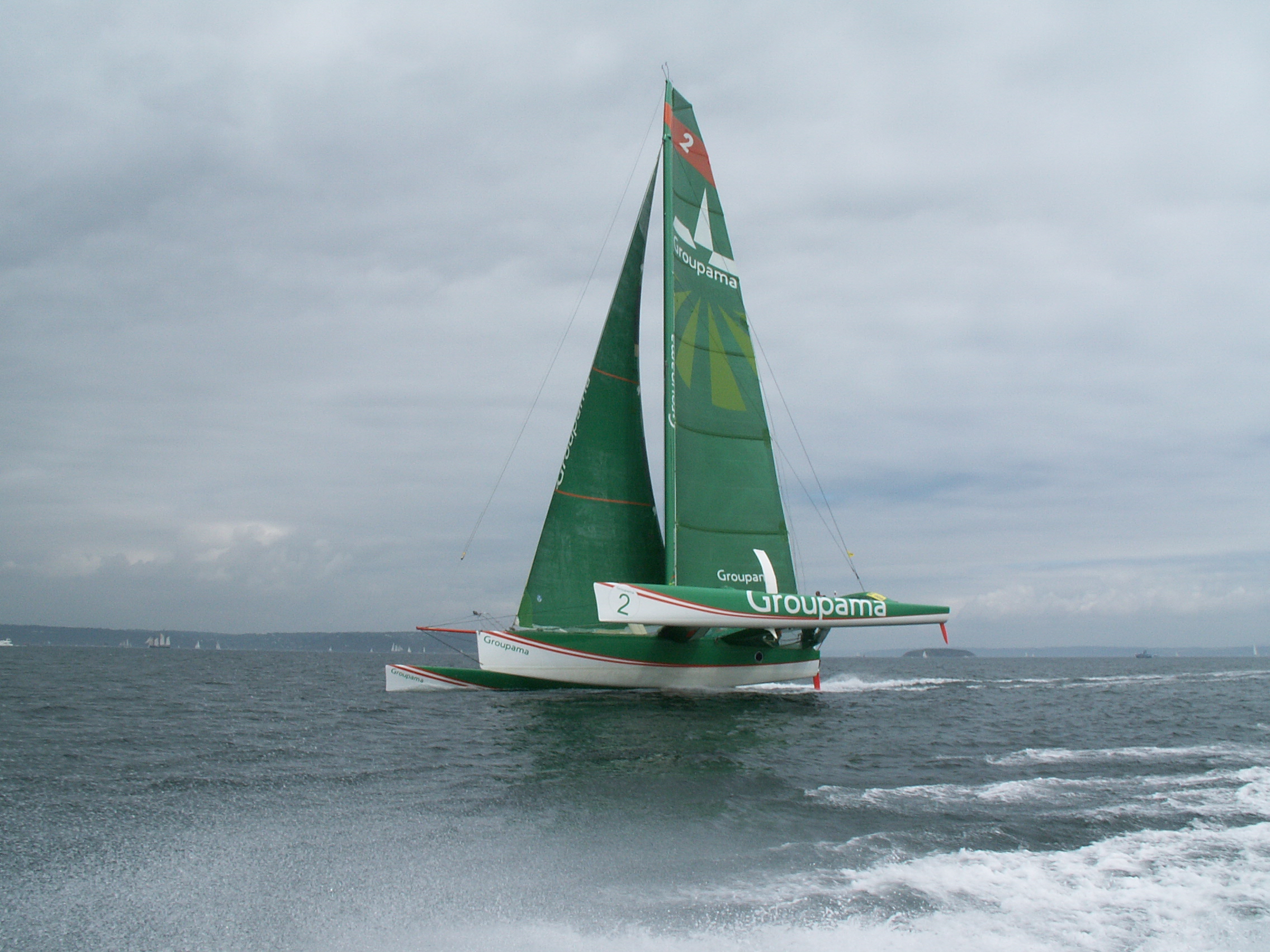
Cammas' jacht Groupama 2 in 2008

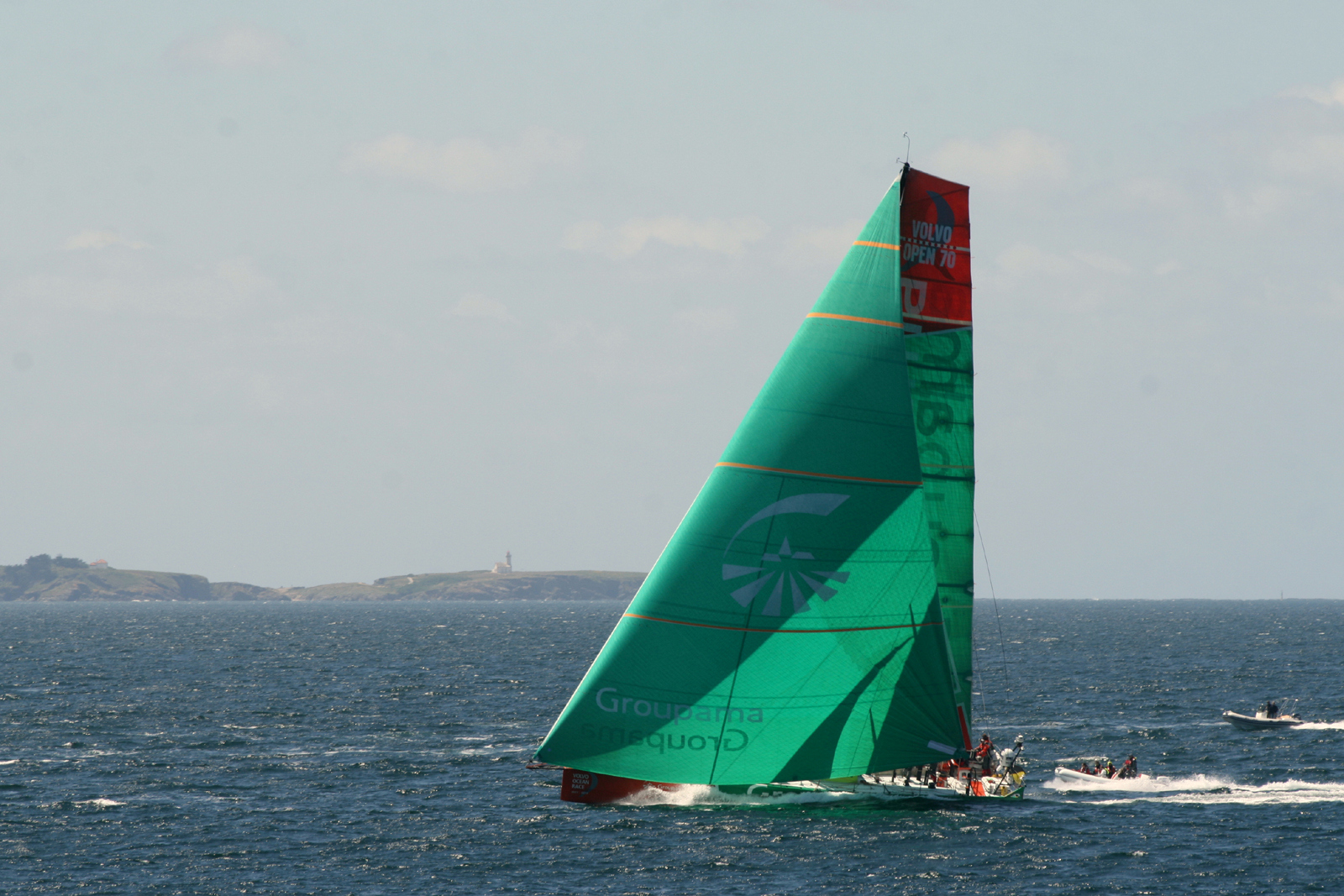
Het jacht Groupama in de Volvo Ocean Race 2011-12

Franck Cammas (Aix-en-Provence, 22 december 1972) is een Franse zeiler. Hij is met name bekend vanwege het winnen van de Jules Verne Trofee in 2010 en de Volvo Ocean Race in 2011-12.
Cammas' sportcarrière als zeiler begon relatief laat; op 24-jarige leeftijd won hij de Solitaire du Figaro, een grote Franse solo-zeilwedstrijd. Al vrij snel specialiseerde Cammas zich in het solo-varen van trimarans met een lengte van 60 voet (de zogenaamde ORMA 60-klasse). In 1997 werd zijn eerste trimaran gebouwd, de Groupama. Hiermee voer hij de Route du Rhum in 1998, won hij de Transat Québec-Saint-Malo in 2000, en voer hij drie maal de Transat Jacques Vabre (in 1999, 2001 en 2003) waarvan hij de laatste twee edities won. Zijn tweede jacht Groupama 2 werd begin 2004 onthuld. Hiermee behaalde hij onder meer een derde plaats in de Transat in 2004, en zijn derde eindoverwinning in de Transat Jacques Vabre. 
In 2006 werd Groupama 3 gelanceerd, waarmee Cammas diverse pogingen deed op de Jules Verne Trofee voor snelste non-stop tijd rond de wereld. Na twee mislukte pogingen in 2008 en 2009 won Cammas met zijn bemanning de trofee in 2010, met een recordtijd van 48 dagen, 7 uren, 44 minuten en 52 seconden. Hij behield deze titel bijna twee jaar. 2010 was in meerdere opzichten een succesvol jaar voor Cammas; hij won tevens de Route du Rhum en de Round Britain and Ireland Race. Met het winnen van de Route du Rhum sloot Cammas zijn zeiltijd op de multihull af, waarin hij onder andere ook zesmaal wereldkampioen in de ORMA 60-klasse werd en driemaal deelnam aan de Extreme Sailing Series. 
Cammas werd schipper van de Volvo Open 70 Groupama in de Volvo Ocean Race 2011-2012. Het jacht won deze oceaanwedstrijd, onder meer door winst in twee etappes en drie havenraces. In 2013 was Cammas schipper van het winnende jacht Groupama 34 in de jaarlijkse Franse zeilwedstrijd Tour de France à la voile. In datzelfde jaar maakte hij de switch van het zeezeilen naar het Olympisch zeilcircuit, een debuut op 40-jarige leeftijd, met deelname aan de Olympische Zomerspelen 2016 in Rio de Janeiro als doel. Hij vormt hiervoor een gemengd duo met de Française Sophie de Turckheim in de Nacra 17-klasse.
Cammas woont sinds 1994 in Engeland, en is de vader van twee dochters.

## Palmares
- 1997 - Solitaire du Figaro, winst
- 1998 - Route du Rhum, 3e
- 1999 - Transat Jacques Vabre, 2e
- 2000 - WK ORMA, winst
- 2000 - Transat Québec-Saint-Malo, winst
- 2000 - Europe 1 New Man STAR, 3e
- 2001 - WK ORMA, winst
- 2001 - Transat Jacques Vabre, winst
- 2003 - WK ORMA, winst
- 2003 - Transat Jacques Vabre, winst
- 2004 - WK ORMA, winst
- 2004 - The Transat, 3e
- 2006 - WK ORMA, winst
- 2007 - WK ORMA, winst
- 2007 - Transat Jacques Vabre, winst
- 2008 - Extreme Sailing Series, 4e
- 2009 - Extreme Sailing Series, 4e
- 2010 - Route du Rhum, winst
- 2010 - Jules Verne Trofee, winst
- 2010 - Extreme Sailing Series, 4e
- 2010 - Round Britain and Ireland Race, winst
- 2011/12 - Volvo Ocean Race, winst
- 2013 - Tour de France à la voile, winst